# Chynów (Mazovie)
Pour les articles homonymes, voir Chynów.
Chynów (prononciation : [ˈxɨnuf]) est un village polonais de la gmina de Chynów dans le powiat de Grójec de la voïvodie de Mazovie dans le centre-est de la Pologne.
Il est le siège administratif de la gmina appelée gmina de Chynów.
Il se situe à environ 16 km à l'est de Grójec (siège du powiat) et à 35 km au sud de Varsovie (capitale de la Pologne).
Le village possède approximativement une population de 400 habitants.

## Histoire
De 1975 à 1998, le village appartenait administrativement à la voïvodie de Radom.